# ジョン・ファウルズ
ジョン・ファウルズ（John Fowles、1926年3月31日－2005年11月5日）は、イギリスの小説家、エッセイスト。

## 生涯
ファウルズは、イギリスエセックス州にある町リー・オン・シーで、葉巻商人のロバート・J・ファウルズと、教師のグラディス・リチャードの子として生まれた。ベッドフォード校およびオックスフォード大学で、フランス語とドイツ語を学び、卒業後はフランス、ギリシアおよび英国で教師として働いた。
1963年に処女作である『コレクター』を上梓すると、教職を辞し、作家としてのキャリアを出発した。1968年には、ドーセットに移り住み、そこを舞台として『フランス軍中尉の女』を書き始めた。同年、「コレクター」よりも前に書いた長編小説『魔術師　(The Magus)』を脚色し直し映画化した。この作品はギリシアでの経験を元にしたものであったが、映画作品としては失敗した。
『フランス軍中尉の女　(The French Lieutenant's Woman)』は、1981年にイギリスの劇作家ハロルド・ピンター（2005年にノーベル文学賞受賞）により映画化され、アカデミー賞にもノミネートされた。なお最もよく知られているノンフィクション作品に、哲学考察を通し、アフォリズム形式で20世紀文明論として描いた『アリストス　The Aristos』がある。
ファウルズは多数の批評家から、イギリス文学におけるポストモダニズムの父と捉えられている。『タイムズ』紙は2008年に、1945年以降のもっとも重要な英国の作家50人の一人にファウルズの名を挙げている。
最初の妻エルザベスは1990年に死去したため彼女が死んでからの1年間は作家活動に影響を及ぼし執筆も行わなかったという。
2005年11月にライム・レジスのアクスミンスター病院で2番目の妻サラに看取られながら79歳で息を引き取った。

## 作品
- 「コレクター The Collector 」(1963)
小笠原豊樹訳、白水社、1966年、新版1974年ほか／白水Uブックス（全2巻）、1984年。
- 「アリストス The Aristos 」(1964)　
小笠原豊樹訳、パピルス、1992年
- 「魔術師 The Magus 」(1965)　　
小笠原豊樹訳、河出書房新社（全2巻）、1972年、新版1979年／河出文庫（全2巻）、1991年
- 「フランス軍中尉の女 The French Lieutenant's Woman 」(1969)　　
沢村灌訳、サンリオ、1982年
- 「黒檀の塔 The Ebony Tower 」 (1974)　　
北山克彦訳、サンリオ、1986年
- 「ダニエル・マーチン Daniel Martin 」(1977)　
沢村灌訳、サンリオ（全2巻）、1986年
- The Tree (1979)
- Mantissa (1982)
- 「マゴット A Maggot 」(1985)　　
植松みどり訳、国書刊行会「文学の冒険」、1997年
- Wormholes - Essays and Occasional Writings (1998)
- The Journals - Volume 1・2 (2003-2006)

### 作家・作品論
- 高桑美子 『ジョン・ファウルズを読む』 大阪教育図書、2008年
- 板倉厳一郎 『魔術師の遍歴　ジョン・ファウルズを読む』 松柏社、2005年
- チャールズ・ガラード『ジョン・ファウルズの小説と映画　小説と映像の視点』
江藤茂博監訳、中村真吾ほか共訳、松柏社、2002年